# Hrabstwo Wichita (Teksas)

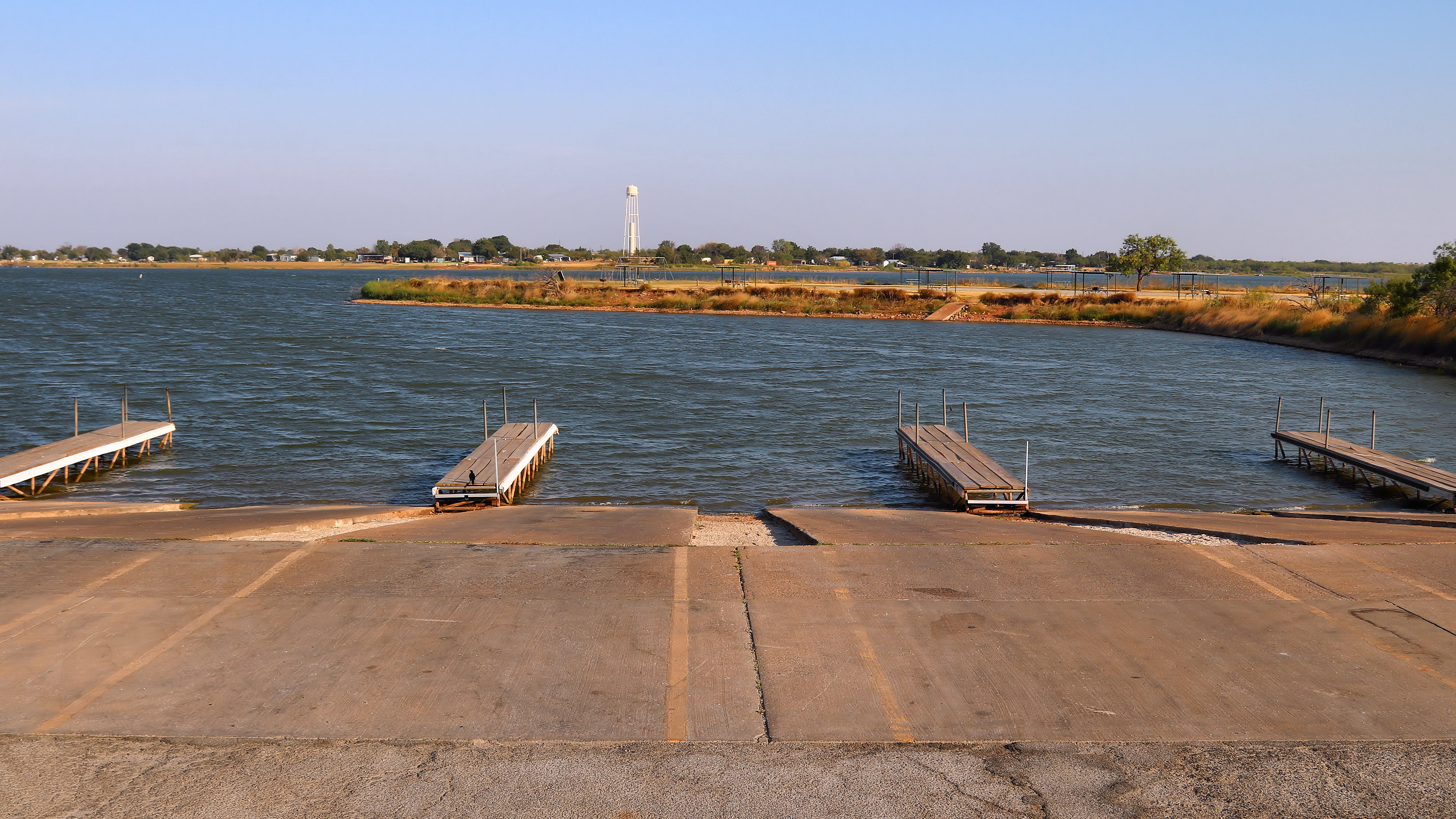
Lake Arrowhead State Park

Hrabstwo Wichita – hrabstwo w północnym Teksasie, od północy graniczące ze stanem Oklahoma. Utworzone w 1858 r. Siedzibą hrabstwa jest miasto Wichita Falls, które skupia ponad trzy czwarte populacji hrabstwa.

## Gospodarka
Najpopularniejsze sektory zatrudnienia dla mieszkańców hrabstwa Wichita w 2020 roku, to: opieka zdrowotna i pomoc społeczna (8840 osób), handel detaliczny (7590 osób), zakwaterowanie i usługi gastronomiczne (5802 osób), oraz usługi edukacyjne (5109 osób). 
- uprawa pszenicy, bawełny, sorgo, rzepaku i kukurydzy[3][4]
- hodowla trzody chlewnej (30. miejsce w stanie), koni, owiec i bydła[3]
- wydobycie ropy naftowej i gazu ziemnego[4]
- szkółkarstwo[3].

## Sąsiednie hrabstwa
- Hrabstwo Tillman, Oklahoma (północ)
- Hrabstwo Cotton, Oklahoma (północny wschód)
- Hrabstwo Clay (wschód)
- Hrabstwo Archer (południe)
- Hrabstwo Wilbarger (zachód)
- Hrabstwo Baylor (południowy zachód)

## Miasta
- Cashion Community
- Burkburnett
- Electra
- Iowa Park
- Pleasant Valley
- Wichita Falls

## Demografia
W 2020 roku, w hrabstwie 82,4% mieszkańców stanowiła ludność biała (64,6% nie licząc Latynosów), 11,1% to byli czarnoskórzy Amerykanie lub Afroamerykanie, 2,9% miało rasę mieszaną, 2,1% to byli Azjaci, 1,3% to rdzenna ludność Ameryki i 0,2% pochodziło z wysp Pacyfiku. Latynosi stanowili 19,8% ludności hrabstwa.

## Religia
W 2020 roku większość mieszkańców to protestanci (głównie baptyści – 30,2%, ale także ewangelikalni bezdenominacyjni – 6,9%, zielonoświątkowcy – ok. 5%, metodyści – 3,3%, campbellici – 3,1% i wiele innych). Kościół katolicki obejmując 17,3% populacji, jest drugim co do wielkości związkiem wyznaniowym. Większe  społeczności tworzyli także mormoni (1,4%), świadkowie Jehowy (0,86%) i muzułmanie (0,3%).